# Kaarina

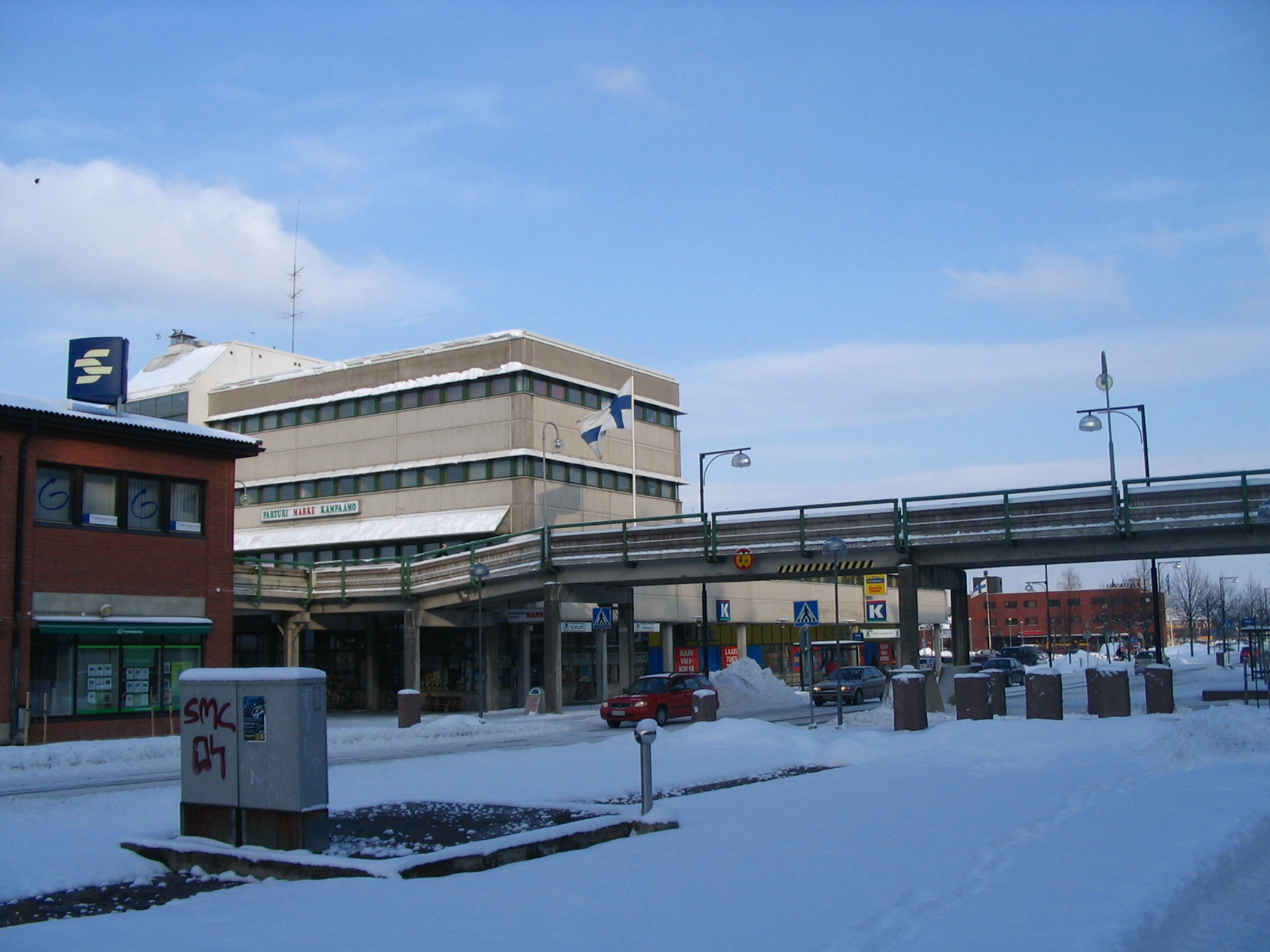
Centrum miasta Kaarina

Kaarina (sw. Sankt Karins) – małe miasteczko i gmina w Finlandii.
Miasto jest położone w prowincji Finlandia Zachodnia i jest częścią Varsinais-Suomi. Populacja gminy wynosi 21 568 (2004-12-31) i zajmuje powierzchnię 60,59 km² (wyłączając morze) z czego 0,89 km² to wody śródlądowe. Gęstość zaludnienia wynosi 361,3 mieszkańców na km².
Sławny artysta fetyszu Tom of Finland urodził się w Kaarinie. Został tutaj także założony funeral doomowy zespół Thergothon.

## Miasta partnerskie
- Enköping, Szwecja
- Nedre Eiker, Norwegia
- Szentes, Węgry
- Jögeva, Estonia